# Everybody Wang Chung Tonight: Wang Chung's Greatest Hits
Everybody Wang Chung Tonight: Wang Chung's Greatest Hits è il primo album di raccolta del gruppo musicale britannico Wang Chung, pubblicato il 25 marzo 1995.

## Tracce
1. Dance Hall Days – 3:58
2. Don't Let Go – 4:21
3. Don't Be My Enemy – 4:24
4. Hypnotize Me – 4:42
5. Let's Go! – 4:30
6. Praying to a New God – 3:56
7. What's So Bad About Feeling Good? – 4:11
8. Wait – 4:22
9. To Live and Die in L.A. – 4:52
10. Big World – 6:12
11. Everybody Have Fun Tonight – 4:47
12. Fun Tonight: The Early Years – 4:12
13. Space Junk (Wang Chung '97) – 4:01
14. Dance Hall Days (Flashing Back to Happiness 7" Mix) – 3:38